# Veľký Grob
Veľký Grob (em alemão: Deutsch-Eisgrub; em húngaro: Magyargurab) é um município da Eslováquia, situado no distrito de Galanta, na região de Trnava. Tem 23,55 km² de área e sua população em 2018 foi estimada em 1.372 habitantes.

## Demografia
| Ano:        | 1994 | 2004   | 2014   | 2024    |
| ----------- | ---- | ------ | ------ | ------- |
| Broj ljudi: | 1247 | 1290   | 1307   | 1451    |
| Razlika:    |      | +3,44% | +1,31% | +11,01% |

| Ano:               | 2023 | 2024   |
| ------------------ | ---- | ------ |
| Número de pessoas: | 1459 | 1451   |
| Diferença:         |      | -0,54% |